# Alslev Sogn (Varde Kommune)
 For alternative betydninger, se Alslev Sogn. (Se også artikler, som begynder med Alslev Sogn)
Alslev Sogn er et sogn i Varde Provsti (Ribe Stift).
I 1800-tallet var Hostrup Sogn anneks til Alslev Sogn. Begge sogne hørte til Skast Herred i Ribe Amt. De dannede i 1842 Alslev-Hostrup sognekommune. Ved kommunalreformen i 1970 blev den delt, så Alslev blev indlemmet i Varde Kommune og Hostrup blev indlemmet i Esbjerg Kommune.
I Alslev Sogn ligger Alslev Kirke.

## Stednavne
I sognet findes følgende autoriserede stednavne:
- Adeleng (areal)
- Alslev (bebyggelse, ejerlav)
- Alslev Marsk (areal)
- Alslev Østermark (bebyggelse)
- Banken (bebyggelse)
- Foldbjerg (areal)
- Grøndal (bebyggelse)
- Knudsmark (bebyggelse)
- Langsom (bebyggelse, ejerlav)
- Toftnæs (bebyggelse, ejerlav)
- Toftnæs Vestermark (bebyggelse)
- Torrup (bebyggelse, ejerlav)
- Tulsmark (bebyggelse, ejerlav)
- Varde Søndre Plantage (areal)
- Vibæk (bebyggelse, ejerlav)
- Visselbjerg (bebyggelse)

## Alslev
Alslev Sogn – på 36 kvadratkilometer – er beliggende 6 km sydvest for Varde og 15 km nord for Esbjerg.
I dag (2009) er området primært et bosætningsområde med 1532 beboere, bestående af ca. 350 parcelhuse, 20 almennyttigede boliger, 8 andelsboliger,8 ældreboliger samt 125 ejendomme/gårde i det åbne land. 
Byen har dækkende faciliteter så som: skole til 7. klasse, kirke, DagliBrugs, sportshal, børnehave, SFO og dagplejere, og tiltrækker derfor mange børnefamilier.
Faciliteterne støttes op af gode sportsforeninger (fodbold, håndbold, gymnastik og skydning), samt en spejdergruppe med eget hus.
Naturen rundt om byen er mod nord domineret af den store Varde Å-dal med vidtstrakte engarealer, og sognet gennemstrømmes yderlige af Alslev Å, Ålegrøften og længst mod vest af Kurrekærbæk. Alle 3 vandløb strømmer ud i Varde Å.
Adgang til natur, skov og land rundt om byen sker bl.a. ved et system af vandrestier etableret på de gamle markveje.
Sognets historie fra reformationen og frem til de store landboreformer er knyttet op mod hovedgården Visselbjerg beliggende ca. 2 km vest for Alslev. I dag en større gård, men frem til 1771 ejede hovedgården stort set alle gårde i både Alslev og Hostrup sogne, store arealer omkring Janderup samt ejendomme i Ho/Oksby og gårde ind mod det nuværende Esbjerg.
Hvor Alsev Å i dag krydser jernbanen fra Esbjerg til Varde ligger bygninger fra den gamle store vandmølle Alslev Vandmølle, og den del af den tidligere ca. 50 tdr. land store mølledam er i dag dambrug (første anlæg ca. 1901)
De store overdrev/hedearealer i den østlige del af sognet blev omkring 1920 opkøbt af Varde Købstad og senere (ca. 1953) overdraget til forsvaret og er i dag øvelsesområde for Varde Kaserne.